# ألباتروس (ميزوري)
ألباتروس (بالإنجليزية: Albatross)‏ هي إحدى المجتمعات الفردية (غير مصنفة) في ولاية ميزوري في الولايات المتحدة الأمريكية.